# Pisuerga
Pisuerga är en flod i nordvästra Spanien som upprinner i Kantabriska bergen i norra delen av provinsen Palencia, inte långt från Ebros källor, och mynnar ut i Duero sydväst om staden Valladolid i provinsen Valladolid.
Pisuerga flyter mot söder och är en högerbiflod till Duero.

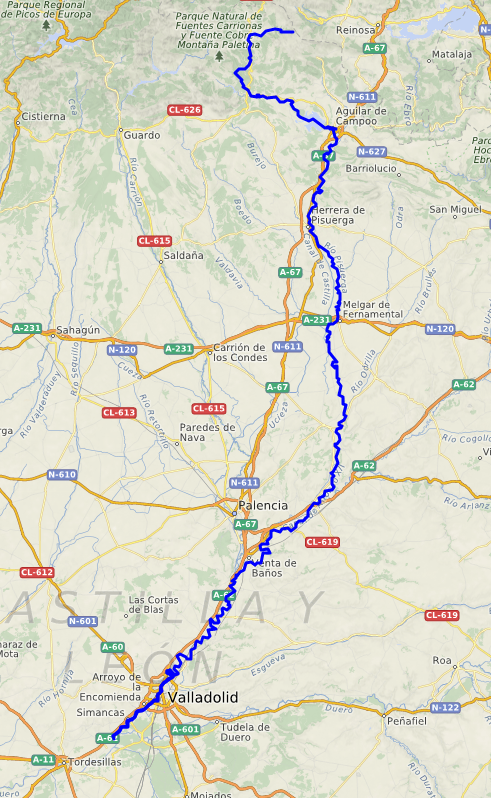
Karta över floden Pisuergas lopp.